# Palau Belvedere
El Palau de Belvedere (de l'italià "bella vista") a Viena és un edifici dissenyat per Johann Lucas von Hildebrandt (1668–1745) entre el 1714 i el 1723 per al príncep Eugeni de Savoia (1663–1745). El complex del castell està format pel Belvedere Alt i el Belvedere Baix (anomenats per la seva ubicació en un vessant al sud de l'àrea on era aleshores era la ciutat) i formen un conjunt barroc amb els jardins connectats. Els dos edificis del palau acullen les col·leccions del Belvedere (Galeria Austríaca Belvedere) i sales per a exposicions temporals. El 15 de maig de 1955 al Belvedere Alt s'hi va signar el Tractat de l'Estat Austríac.

## Belvedere Baix
A partir de 1697, el príncep Eugeni va fer construir el seu palau de la ciutat per encàrrec a Johann Bernhard Fischer von Erlach a la ciutat emmurallada de Viena. El 1702, Johann Lucas von Hildebrandt va rebre l'encàrrec del constructor de completar el palau.

### Canvi d'arquitectes
El Palau d'Hivern només es va completar parcialment quan el príncep Eugeni li va encarregar a Hildebrandt la construcció d'un palau de jardí addicional fora de la ciutat emmurallada el 1714. A partir de 1697, el príncep havia comprat un tros de terra directament al costat d'un dels seus oponents polítics militars, Heinrich Franz von Mansfeld. Aquest va fer construir un palau per a Hildebrandt, l'estructura del qual es va acabar el 1704. Tanmateix, el comte Mansfeld va morir el 1715 sense acabar el seu palau. La seva àrea es va ampliar de 1717 a 1728 en un palau i jardí per a la família príncep Schwarzenberg.
Tanmateix, el príncep Schwarzenberg no va tenir aquest redisseny o finalització supervisat per Hildebrandt, que ara treballava per al seu veí, el príncep Eugeni, sinó que va encarregar a l'antic contractista d'Eugen Johann Bernhard Fischer von Erlach.

### Residència d'estiu del Príncep Eugeni
Un edifici de lleure construït entre 1694 i 1697, que el príncep Eugeni havia adquirit en propietat, va ser convertit en el Belvedere Baix per Hildebrandt entre 1714 i 1716. El príncep Eugeni solia viure aquí a l'estiu. Després de la mort del príncep, el castell va passar a la família imperial de la seva hereva. El 1806, quan Napoleó I va amenaçar d'envair el Tirol, l'anomenada Col·lecció Ambraser dels Habsburg del Tirol es va allotjar al Belvedere Baix; El 1890, aquesta col·lecció, juntament amb altres col·leccions d'art imperial, es va traslladar al Kunsthistorisches Museum de Viena, aleshores de nova construcció.
L'any 1903 s'inicià l'ús continuat dels museus amb l'allotjament de la Galeria Moderna, des de 1909 la Galeria Estatal d'Àustria, que també es podria ampliar al Belvedere Alt després de la Primera Guerra Mundial. Està gestionat per la Galeria Austríaca Belvedere, un museu federal.

### Detalls constructius
Els mestres Johann Georg Haresleben i Elias Hügel de Kaisersteinbruch van rebre ordres de picapedrer.
→ Article principal: "Kaiserstein per al príncep Eugeni de Savoia, a la seva residència d'estiu a Rennweg" a l'article Ús de Kaiserstein com a material de construcció
L'anomenat Belvedere Baix avui es va acabar el 1716. Només unes poques habitacions es van projectar com a habitatges. La tarongera i l'estable de l'edifici ocupaven la major part d'espai.
El Saló de Marbre (que no s'ha de confondre amb l'anomenat Saló Estatal al Belvedere Alt) és el centre del Belvedere Inferior i originalment va servir com a recepció representativa per als hostes. Aquí es pot veure l'original de la font del mercat de la farina feta amb plom fos de Georg Raphael Donner.
La pintura del sostre de Martino Altomonte mostra el príncep Eugeni com un heroi juvenil i Apol·lo envoltat de muses. A l'oest hi ha el dormitori estatal i a l'est el menjador. La pintura del sostre del dormitori estatal també és d'Altomonte, amb una arquitectura simulada de Marcantonio Chiarini i Gaetano Fanti. En una habitació occidental es poden veure pintures grotesques de Jonas Drentwett.
L'any 2007 es va adaptar la tarongera (aleshores un edifici de color taronja amarga amb una estructura de coberta mòbil) i es va reconstruir el Belvedere Baix, on des d'aleshores es fan exposicions especials de la Galeria austríaca Belvedere.

## Jardí
El jardí és la part més antiga del conjunt. Va ser dissenyat per l'estudiant de Le Nôtre, Dominique Girard, poc després que la propietat fos comprada cap al 1700 i es va acabar el 1725. L'horticultura també incloïa la infraestructura de tecnologia de l'aigua; El príncep Eugeni havia rebut permís per utilitzar la canonada d'aigua de la cort imperial i va fer instal·lar nombroses fonts. Les dotze fonts van ser restaurades del 2005 al 2010 després que els sistemes no poguessin funcionar des de 1994 a causa de les grans pèrdues d'aigua.
Com que l'Alt Belvedere està a uns 23 metres més alt que el Belvedere Baix, el tema de les escultures del jardí és l'ascens des de l'inframón a l'Olimp. Es va construir una escala entre les dues zones. El jardí es divideix en un parterre superior, mitjà i inferior. Al costat del Belvedere Baix, a la zona de la Tarongera, hi ha el Jardí de Cambra, que està separat de la resta del jardí. En aquesta àrea, a proposta de Friedrich Carl Emil von der Lühe, es va crear un departament exclusivament per a les plantes de la monarquia austríaca, que estava sota la direcció de Nicolaus Thomas Host (1761–1834).

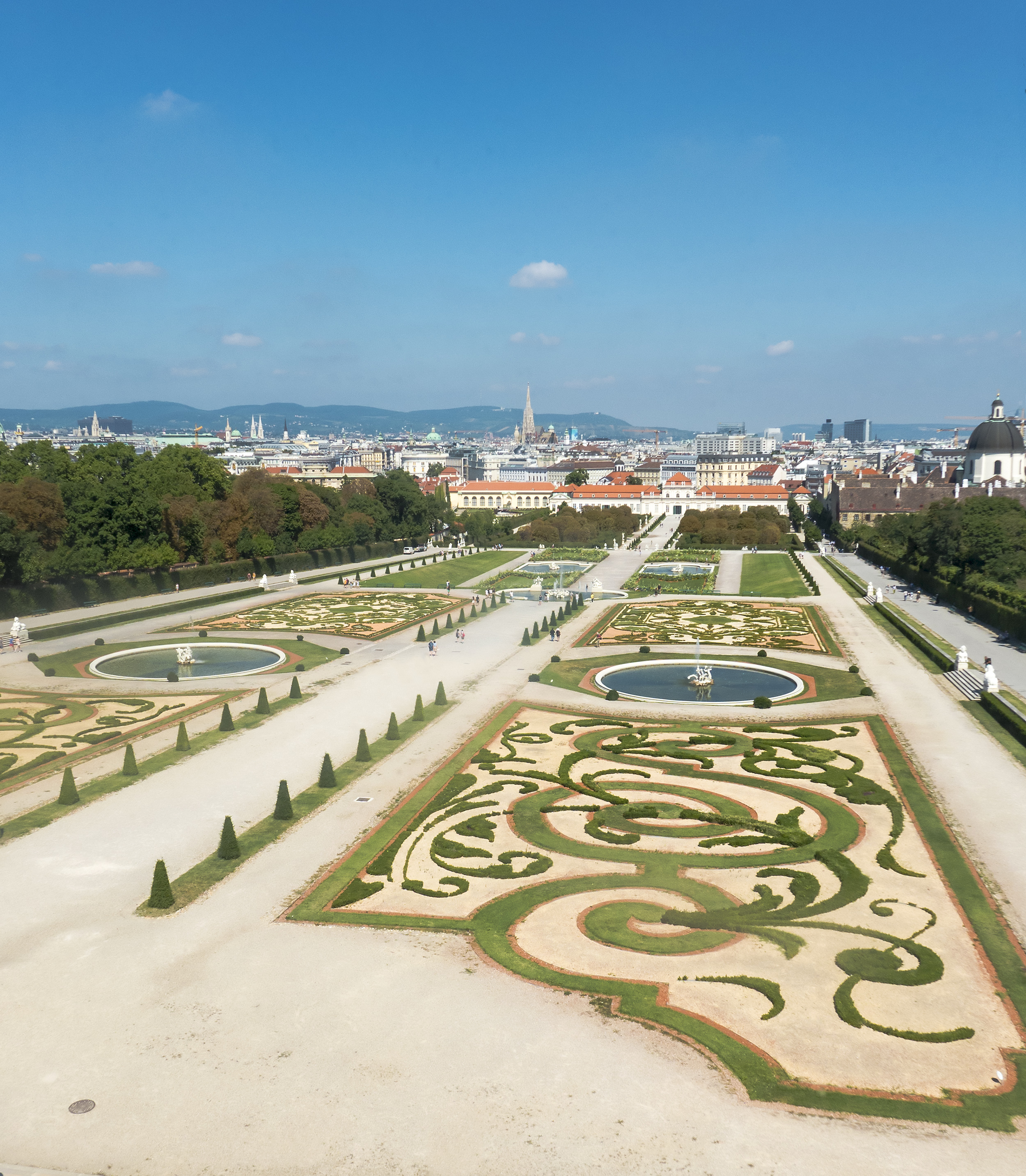
Vista dels jardins del Palau Belvedere

Els desnivells estan marcats per dues fonts en cascada riques escultòricament. La part superior de les dues s'anomena "Gran Font de la Cascada" o simplement "Font de la Cascada" i consta de dues piscines connectades per una cascada de cinc nivells. La inferior s'anomena "font de petxines" perquè els tritons sostenen una conca plena de petxines al mig. Als tres parterres i al jardí de cambra hi ha dues fonts més petites amb amorets i nàiades, les del parterre superior i el jardí de cambra són rodones i les altres quatre d'estructura regular. Els dotze sistemes de fonts també inclouen la font de paret de la tarongera i la "Gran Conca" al sud del Belvedere Alt.
Mentre que el parterre superior està dominat per esfinxs en el seu mobiliari escultòric, hi ha un programa complicat al parterre inferior. A les avingudes laterals hi ha estàtues de vuit muses, mentre que la novena, Cal·liope, està representada juntament amb Hèrcules. També hi ha al·legories de foc, aigua i una representació d'Apol·lo i Dafne. Aquestes estàtues van ser creades per Giovanni Stanetti.
A la vora del parterre mitjà hi ha una rampa amb balustrada, que està revestida de representacions al·legòriques dels mesos en forma d'amorets. Es van crear l'any 1852 en lloc de figures més antigues.

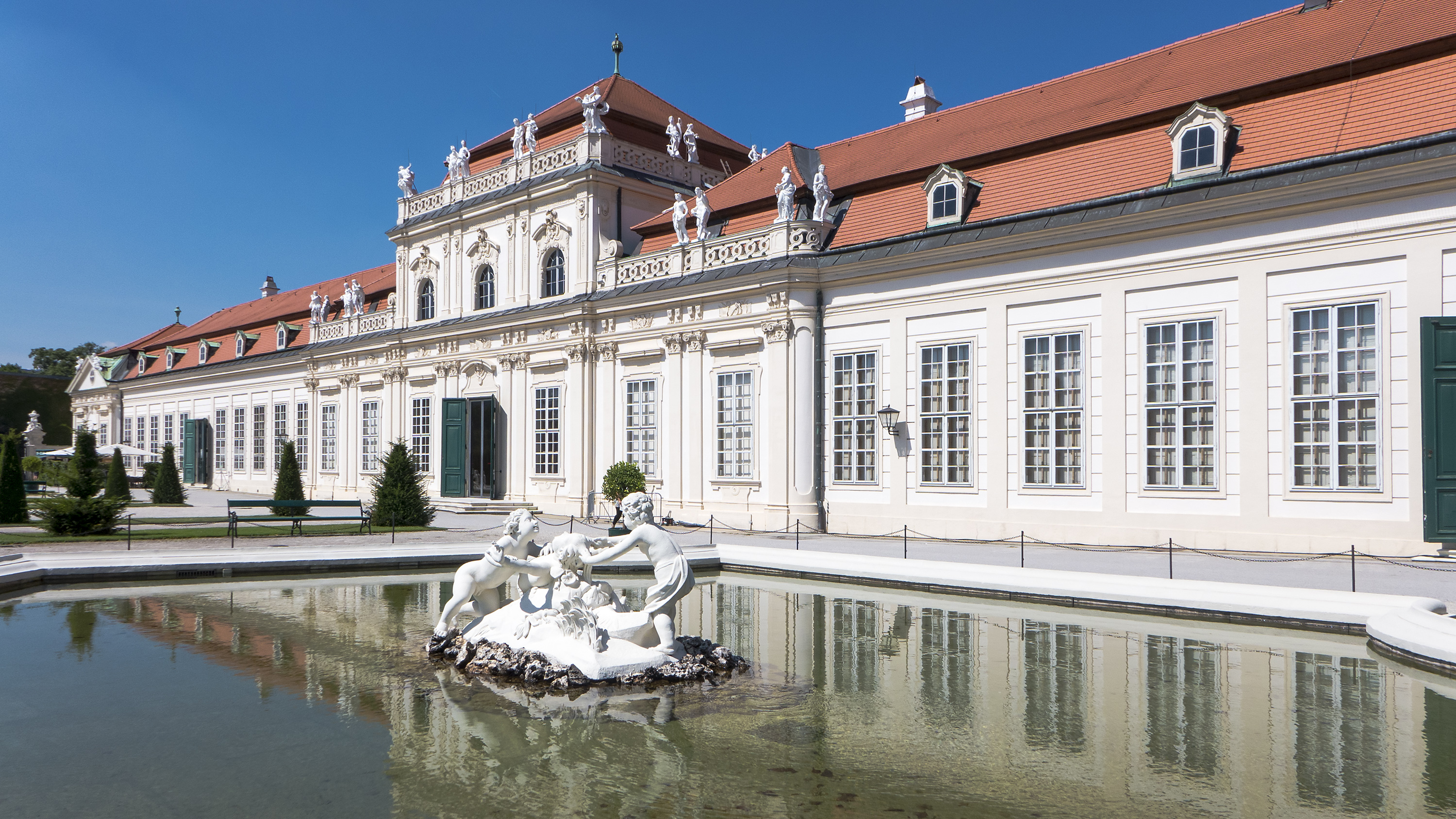

A l'est del Belvedere Alt hi ha les restes de la cervical semicircular. Hi ha set estàtues de déus en nínxols de la paret semicircular.
El complex està obert al públic des de 1780. (Enguany, Josep II va assumir l'única regència a Àustria després de la mort de Maria Teresa.) D'acord amb els requisits del Patrimoni Mundial de la UNESCO, els jardins s'estan restaurant progressivament amb recursos considerables.

### Jardí alpí
El Jardí Alpí del Belvedere Alt, amb uns 2.500 m², és un dels jardins alpins més antics d'Europa i té uns 150 anys d'història. La col·lecció, coneguda com l'Alpinum, es remunta a l'arxiduc Joan, germà de l'emperador Francesc II, i es va fundar originalment l'any 1803 al parc del Palau de Schönbrunn. El 1865, l'Alpinum es va fusionar amb el Host Garden (Flora Austriaca), una col·lecció de plantes de les terres de la corona austríaca a l'antic hort del Belvedere. Al final de la guerra l'any 1918, el Jardí Belvedere va passar a la República d'Àustria i des d'aleshores ha estat gestionat pels Jardins Federals. El 1930, la Universitat de Viena es va fer càrrec del Jardí Host i el va incorporar al Jardí Botànic de la Universitat de Viena. No obstant això, el Jardí Alpí va romandre com a part del Jardí Belvedere i, per tant, sota l'administració dels Jardins Federals.

## Belvedere Alt
El Belvedere Alt es va dissenyar originalment com un petit edifici que se suposava que tancava visualment el jardí. Després de les noves compres de terres del príncep, Hildebrandt va ampliar la planificació i va construir el Belvedere Alt el 1720–1723 fins a la seva extensió actual; Els treballs de construcció es van acabar l'any 1725/1726. El príncep va continuar vivint al Belvedere Baix, mentre que el Belvedere Alt es va utilitzar per a la representació. A l'est del Belvedere Alt, la casa d'animals del príncep també es trobava en una zona semicircular (encara es pot veure clarament la planta), que es va traslladar al zoo imperial de Schönbrunn després de la mort d'Eugeni.
L'única hereva del príncep, Anna Victòria de Savoia, princesa de Saxe-Hildburghausen, casada des del 1738, va fer subhastar tot l'inventari i la biblioteca, de manera que avui no queda res del mobiliari original.

### Detalls constructius
El castell superior es va construir en comunicació amb la natura que l'envolta entre 1721 i 1723, originàriament hi havia moltes més sales i galeries obertes. Davant de l'entrada sud hi ha una bassa en la qual es reflecteix el castell. L'edifici està dividit en diversos blocs, la qual cosa dona a la silueta una impressió molt commovedora. Cadascun d'aquests blocs té la seva pròpia estructura de teulada, que ha recordat a alguns observadors les "tenpes turques".
La sala terrena de la zona baixa estava originàriament oberta i dissenyada com una sala unificada. Poc després de la construcció, però, van sorgir problemes estructurals, motiu pel qual es va haver de reconstruir i es va haver de recolzar el sostre amb els quatre atles que encara hi ha. També aquí, la sala de marbre del primer pis és el centre de l'edifici. Està decorat amb una pintura al sostre central de Carlo Innocenzo Carlone, amb l'arquitectura aparent atribuïda al quadraturista Marcantonio Chiarini. Al voltant hi havia sales d'estar i representacions on avui es mostren les col·leccions del barroc, canvi de segle (vers el 1900) i la Secessió de Viena. També es van allotjar aquí parts de la llegendària biblioteca i la col·lecció de pintures del príncep Eugeni. També hi ha frescos de Carlone a la capella, i el retaule és de Francesco Solimena.

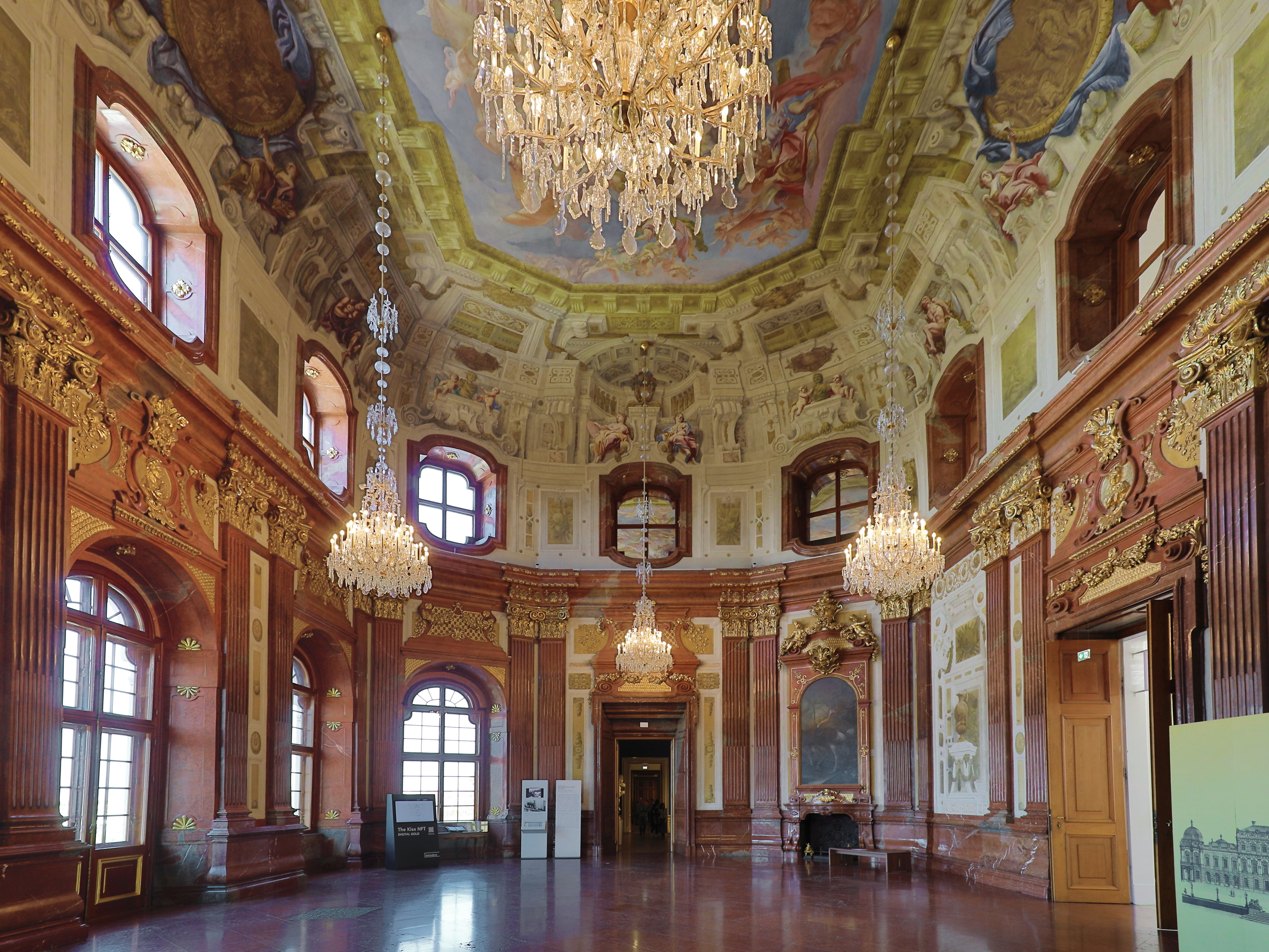
Sala de Marbre

#### Saló de l'Estat
La Sala de Marbre és la sala més gran i magnífica del Belvedere Alt. El seu estat original, inclòs un fresc al sostre de Carlo Innocenzo Carlone, s'ha conservat en gran part fins als nostres dies.
La sala d'estat (sala de marbre) està dominada per marbre Adnet (pedra de Lienbacher) i també marbre artificial. El mestre picapedrer Elias Hügel va dirigir els treballs d'aquesta ordre a Kaisersteinbruch, i a l'edifici s'hi va afegir la maçoneria de les fonts amb la cascada del jardí. Els mestres de la confraria Johann Paul Schilck, Johann Baptist Kral, Simon Sasslaber, Joseph Winkler i Franz Trumler van treballar en companyonia.

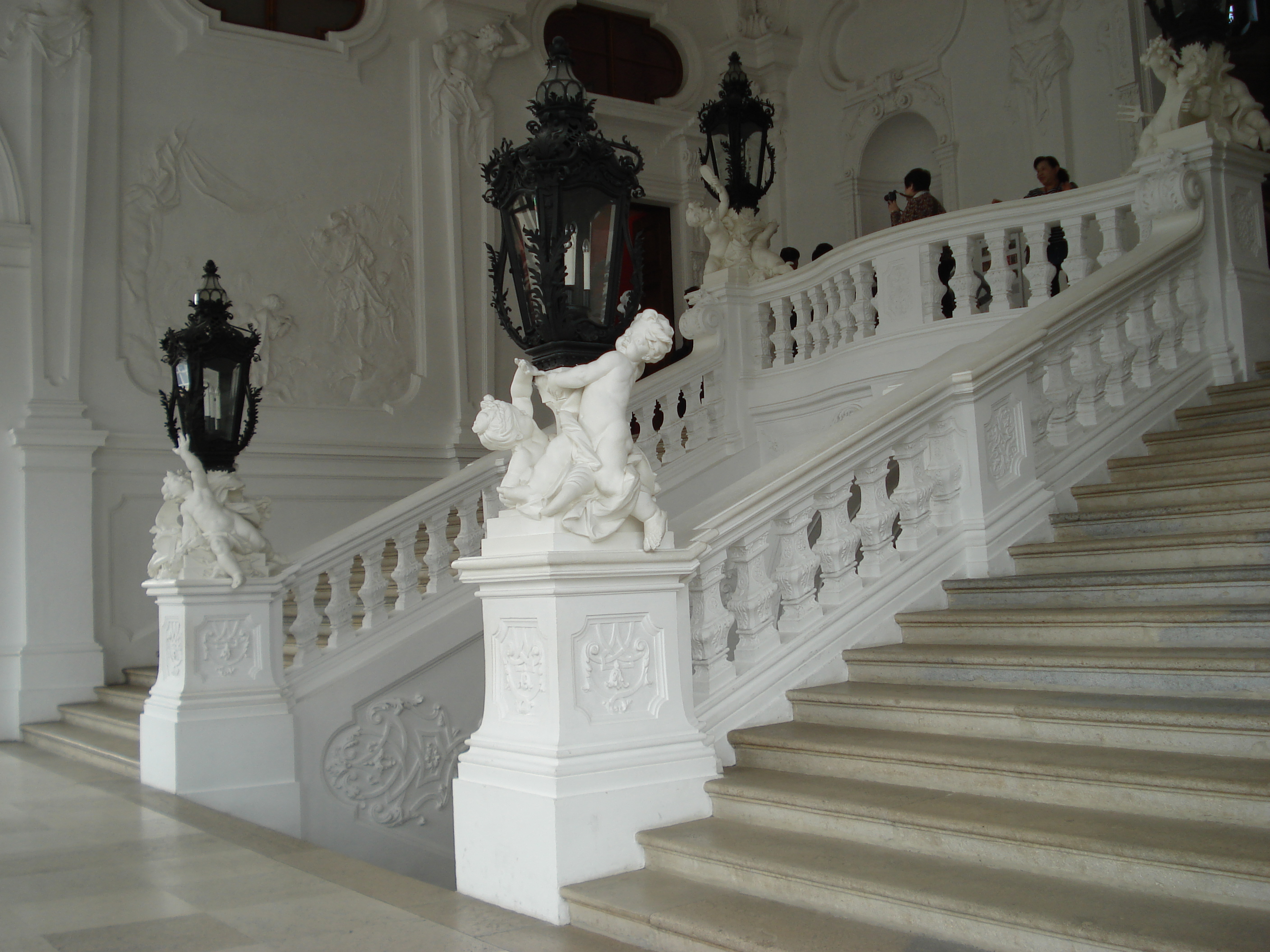
Escala del Palau

#### Escala
L'escala té una rica decoració de fullatge i treball de cintes combinada amb cartutxos i emblemes. Els esglaons són de pedra imperial amb inclusions de blau intens, les lloses del terra del replà central són de pedra de Mannersdorfer i els amorets són de pedra calcària de Savonnières. Aquests estan inscrits amb (Theodor) Friedl, un escultor del segle XIX. El que és remarcable és que aquesta escala estava oberta a banda i banda. No va ser fins al 1904, quan es va convertir en residència de l'hereu al tron Francesc Ferran, que es va completar amb portes i finestres vidriades.

## Galeria Belvedere
La Galeria Belvedere (en idioma original alemany, Österreichische Galerie Belvedere) és un museu d'art important. La col·lecció inclou obres importants d'un període ampli que va des de l'Edat Mitjana i el Barroc fins al segle xxi i és particularment rica en obres de pintors austríacs de finals del segle xix i del modernisme. Entre els autors dels quals exhibeix obres hi ha Gustav Klimt, Egon Schiele, Oskar Kokoschka o Max Oppenheimer. Aquest museu no només conté pintures sinó també altres obres com a escultures.

## Controvèrsies i restitucions d'art saquejats pels nazis
- El 26 d'agost de 1959, la supervivent de l'Holocaust, Alice Morgenstern, va presentar una reclamació davant la Finanzlandes direktion für Wien, Niederösterreich und das Burgenland (Oficina fiscal provincial de Viena, Baixa Àustria i Burgenland) en què afirmava que “la imatge Quatre arbres d'Egon Schiele, que solia ser de la nostra propietat, ara està penjat a l'Upper Belvedere. sé com la imatge va aterrar a la col·lecció del segle xix [segle xx] al Belvedere.4” El 20 de març de 2020, la Comissió Assessora d'Àustria va recomanar que es restitueixi el Schiele als hereus de Morgenstern.[5]
- El novembre de 2006, després de més de cinc dècades de disputes legals, un panell va dictaminar que "Nit d'estiu a la platja" d'Edvard Munch, exhibida a la Galeria Belvedere de Viena, havia de ser tornada a Marina Fistoulari-Mahler, néta i única hereva d'Ànima Mahler, esposa del compositor austríac Gustav Mahler.[6]
- El 2006, Àustria va tornar cinc quadres de Gustav Klimt, del Belvedere, als hereus d'Adele Bloch-Bauer.[7]
- El 2006, el panell d'arbitratge austríac va decidir que el retrat de "Amalie Zuckerkandl" de Gustav Klimt no va ser saquejat pels nazis i no necessitava ser restituït.9 La decisió va provocar molts crítiques, en part perquè Amalie Zuckerkandl va morir amb la seva filla Auschwitz i en part perquè, com va informar MSNBC, "en lloc de tornar aquesta pintura òbviament saquejada, un panell d'arbitratge austríac va concloure que hauria de romandre al Belvedere".[8]
- El 2014, el Belvedere va rebre l'ordre de restituir "Cuina del granger / interior de la cuina" de Wilhelm Leibl als hereus de Martha Liebermann, la vídua de Max Liebermann a causa de la persecució nazi.[9]

## Transport
Per anar als Palaus Belvedere cal agafar el Metro de Viena. La parada més propera és "Südtiroler Platz" (U1) però també es pot baixar a les parades "Taubstummengasse" (U1) i "Karlsplatz" (U1,U2 (final de la línia U2) i U4).

## Galeria

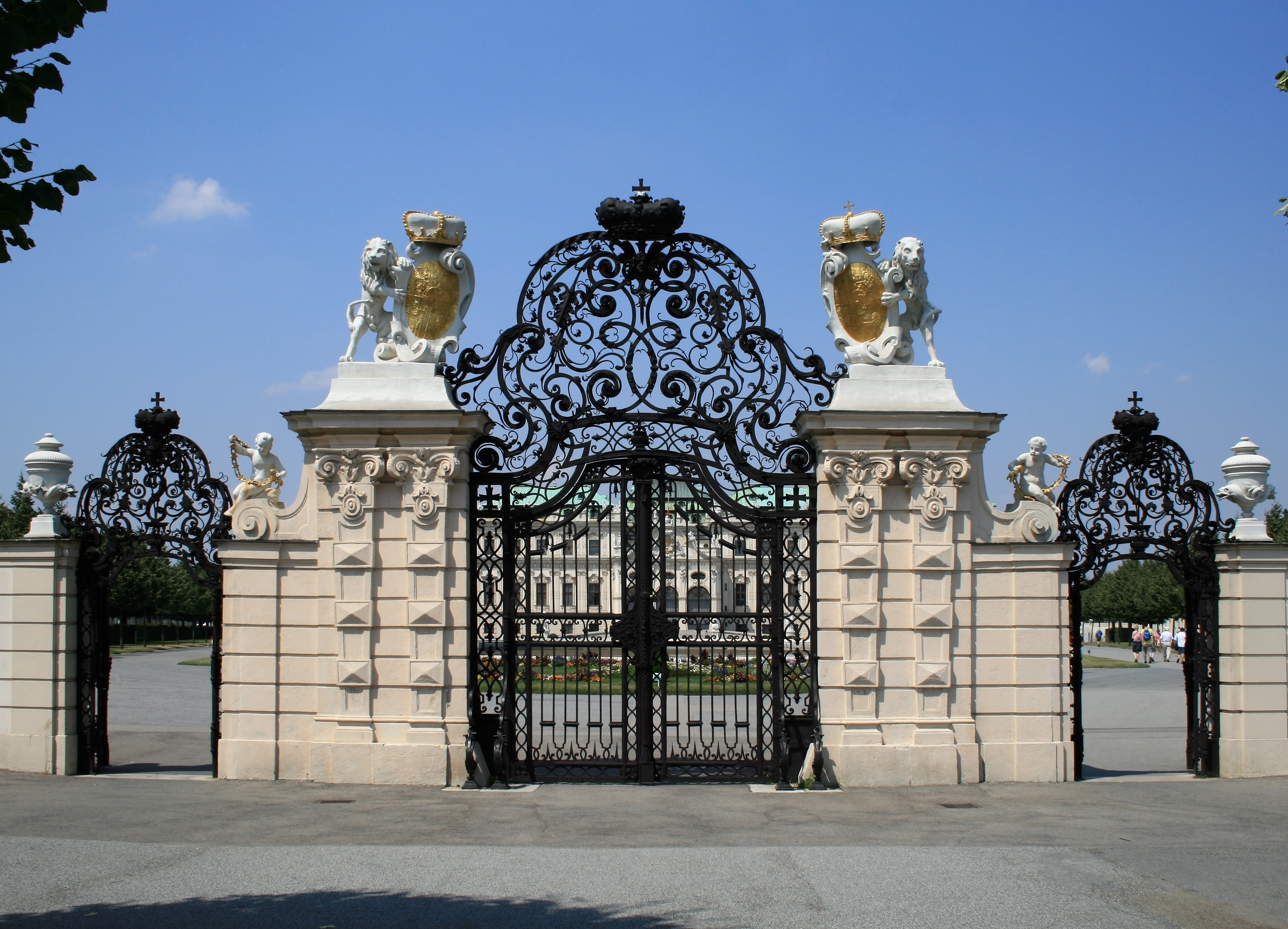
Portes del Belvedere
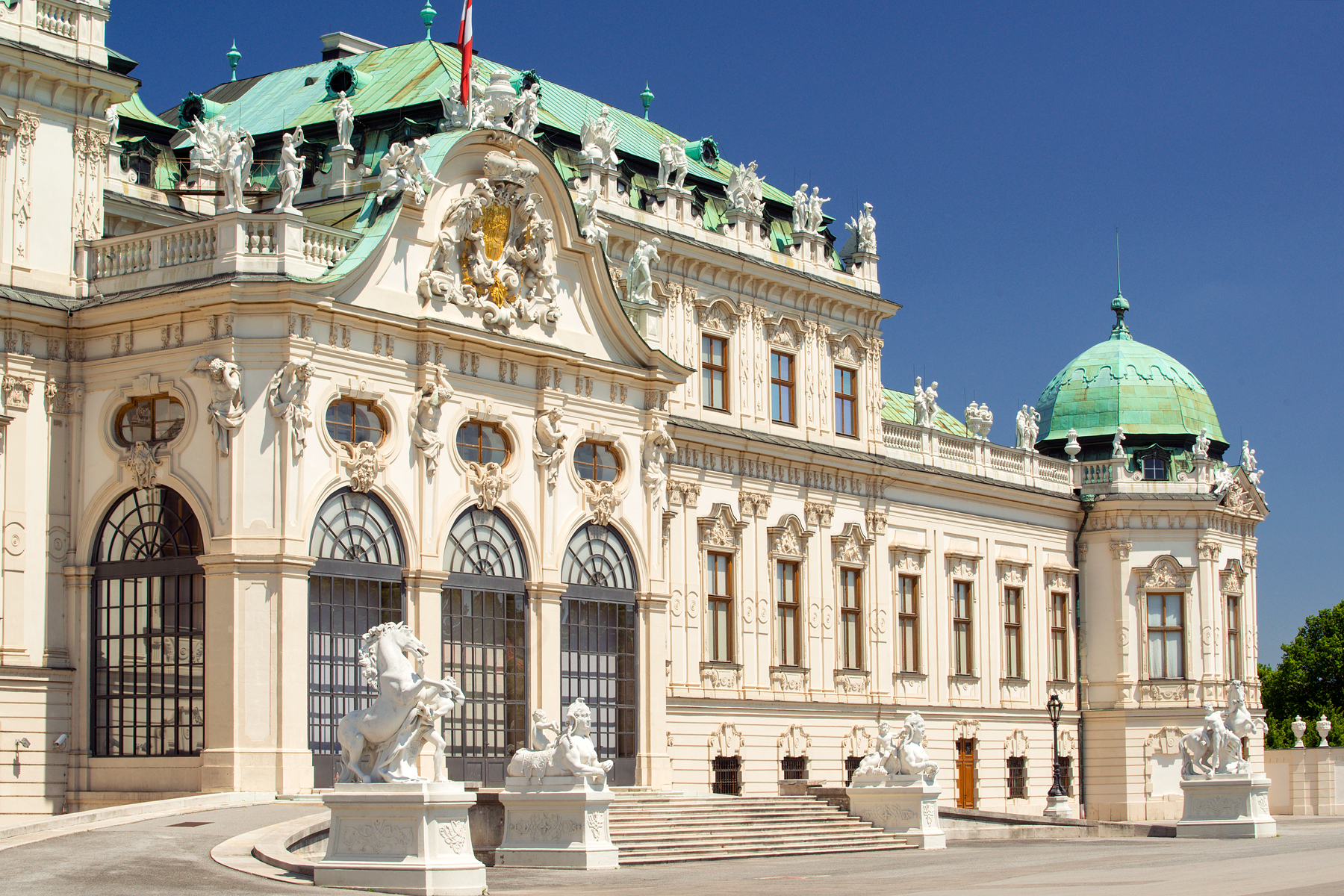
Entrada del Belvedere alt
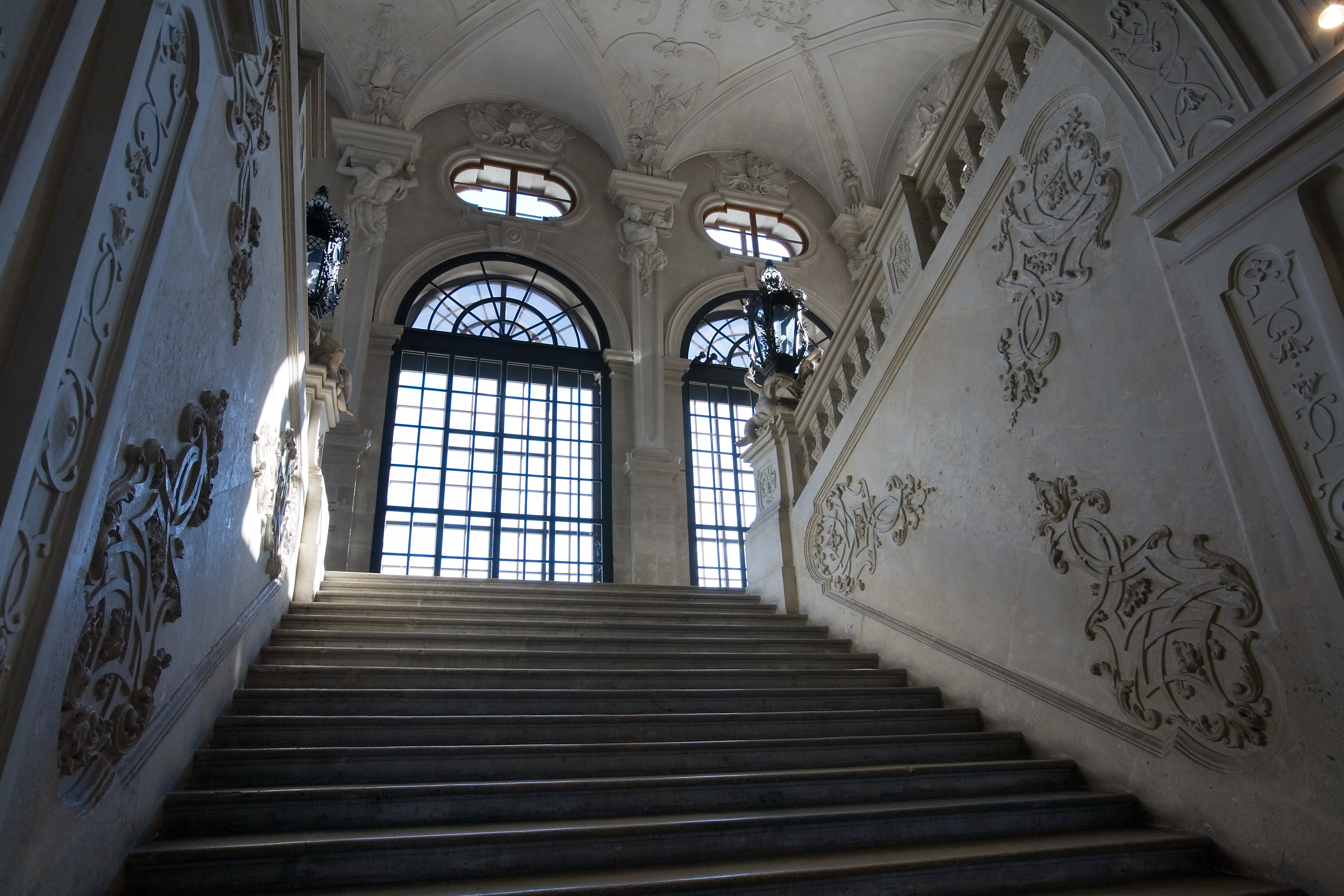
Interiors del Belvedere alt
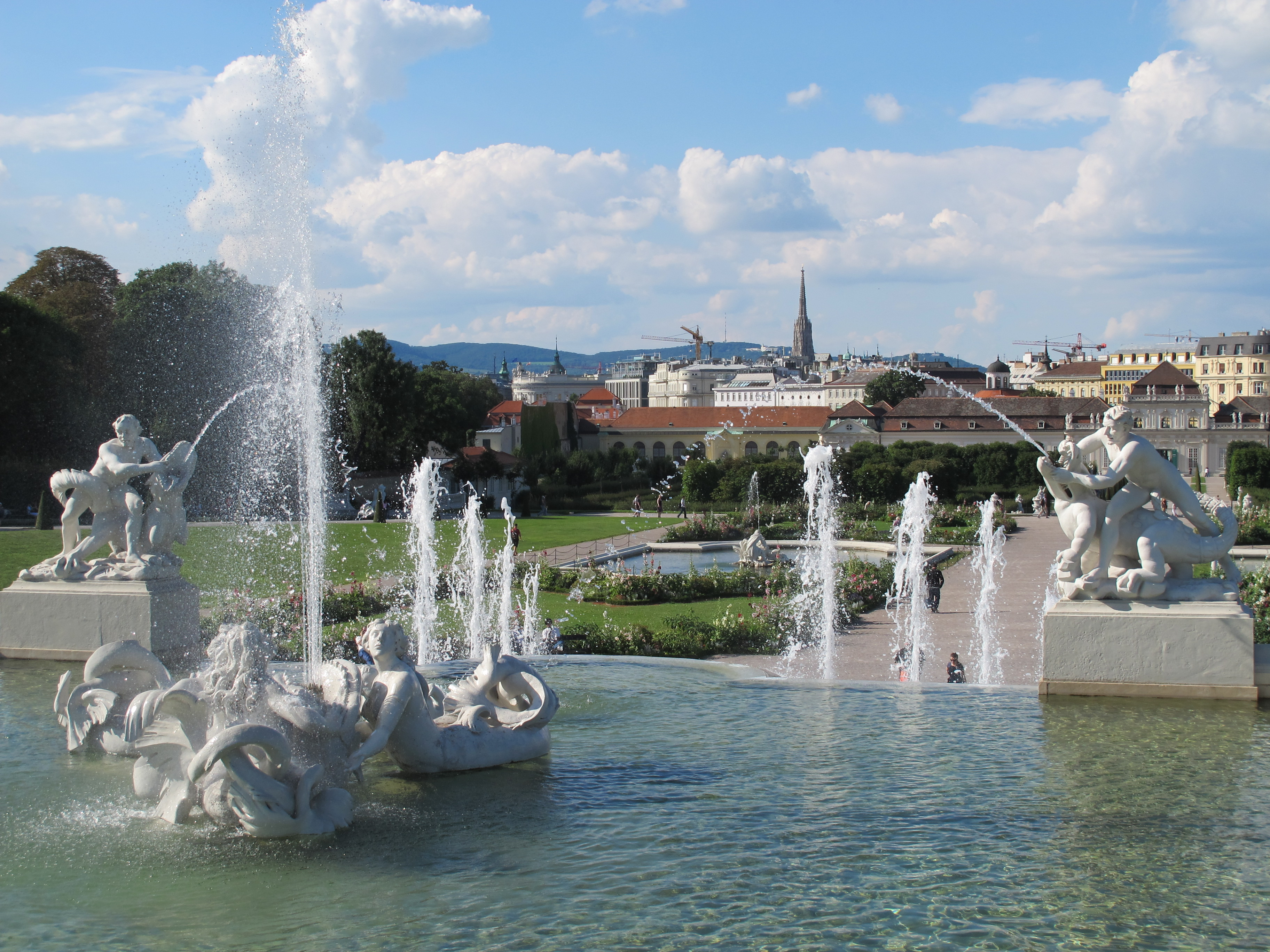
Jardins del Belvedere
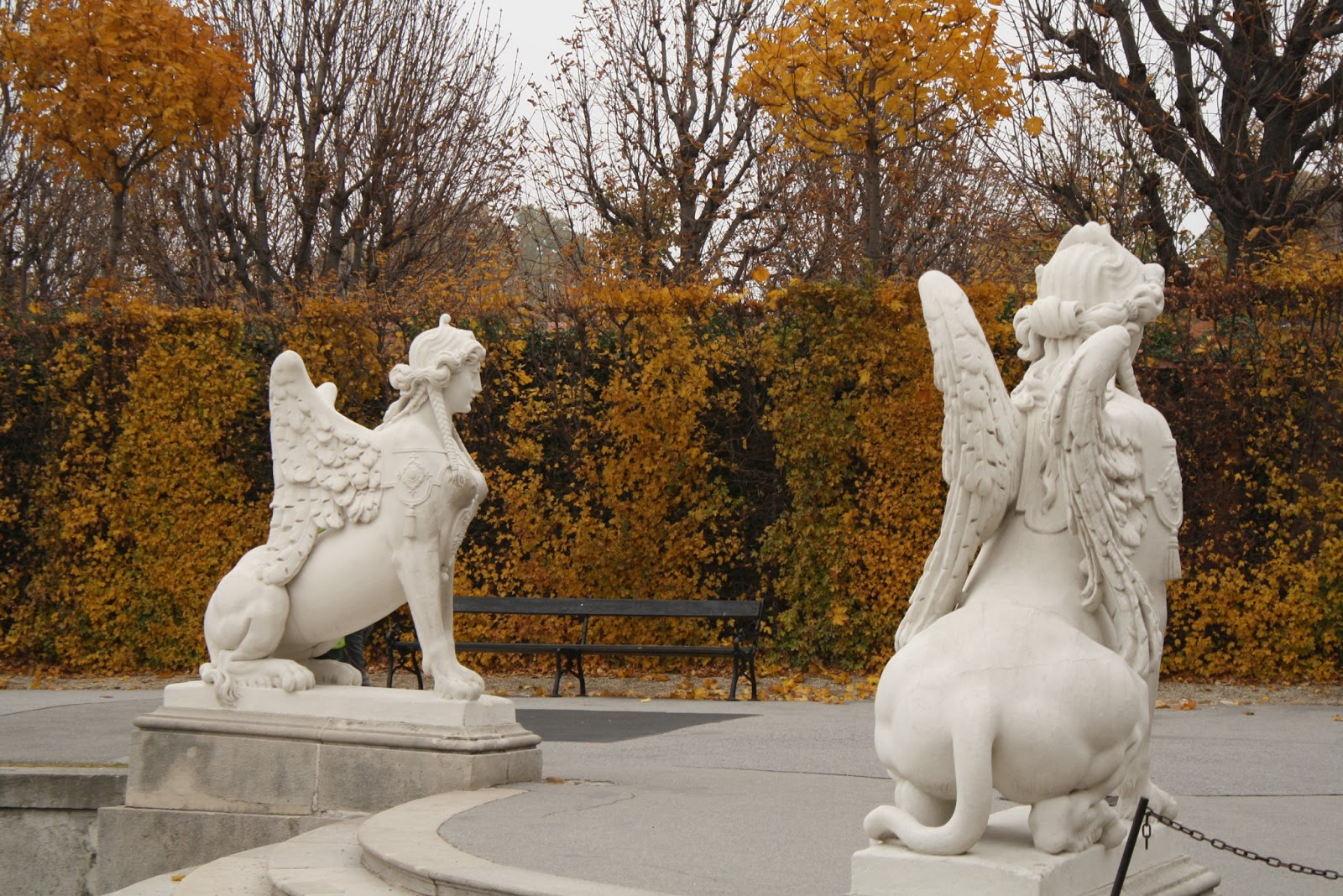
Escultures d'esfinx als Jardins de Belvedere
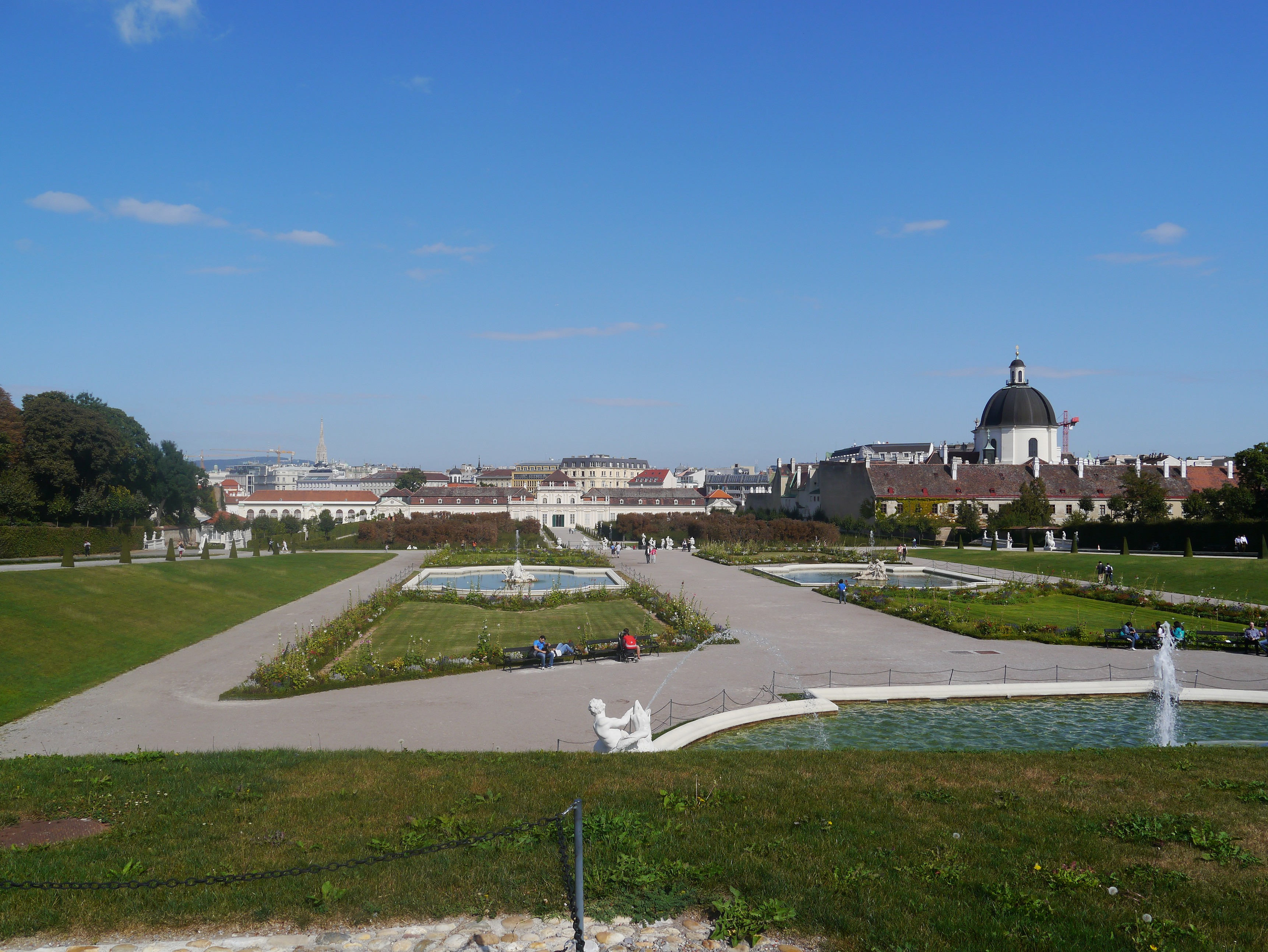
Jardins del Belvedere
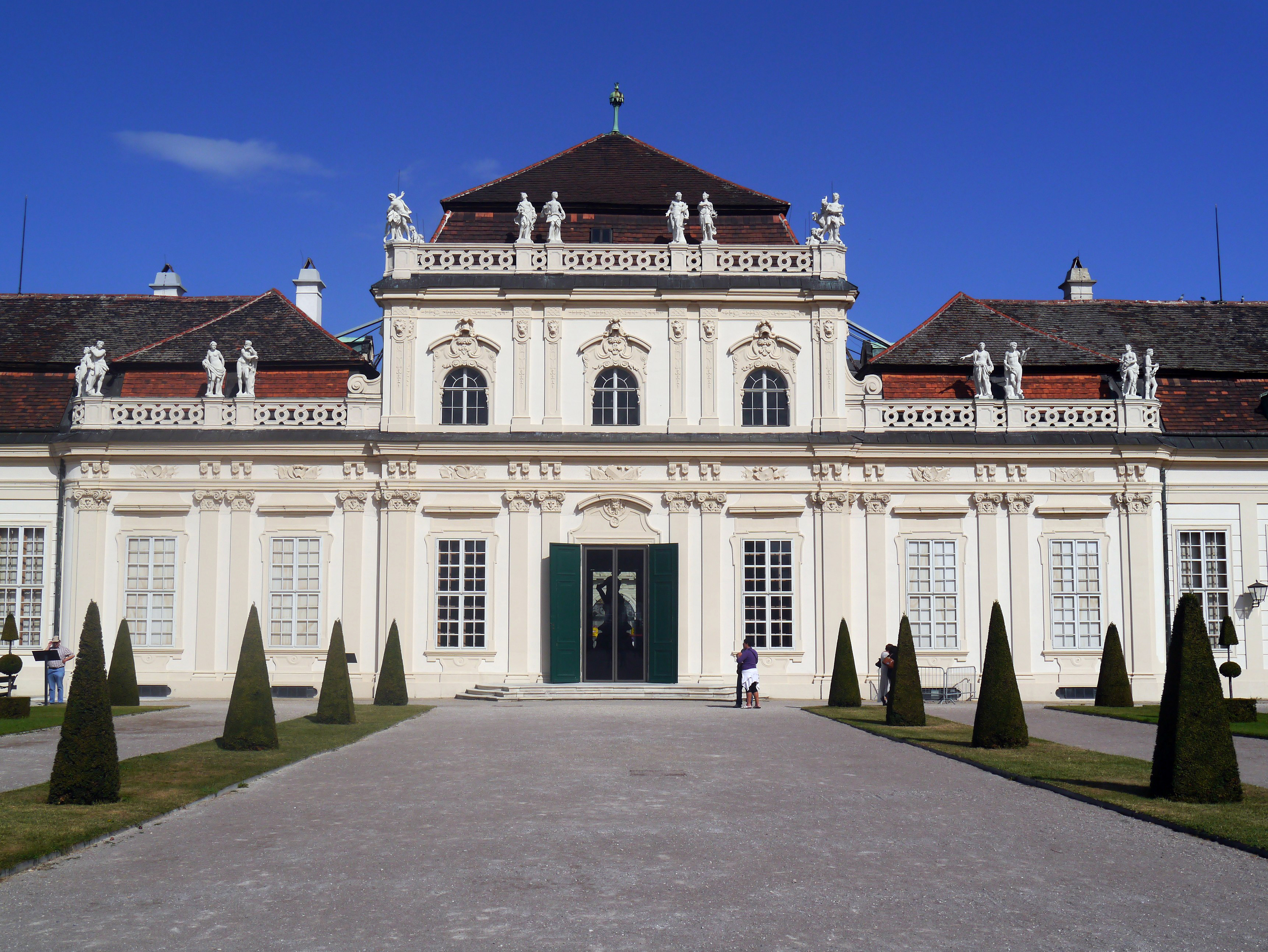
Belvedere baix
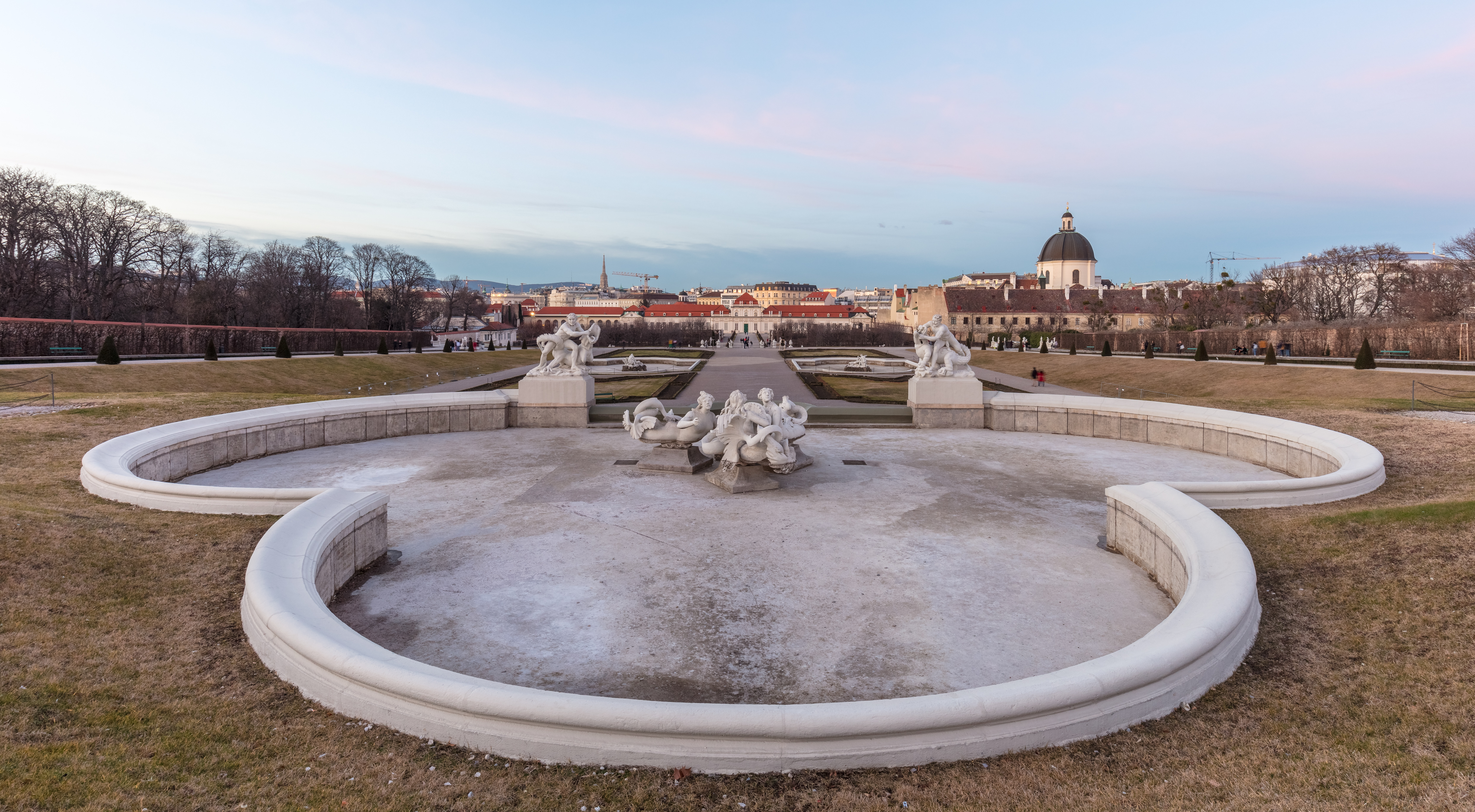
Vistes del Belvedere baix des de dalt
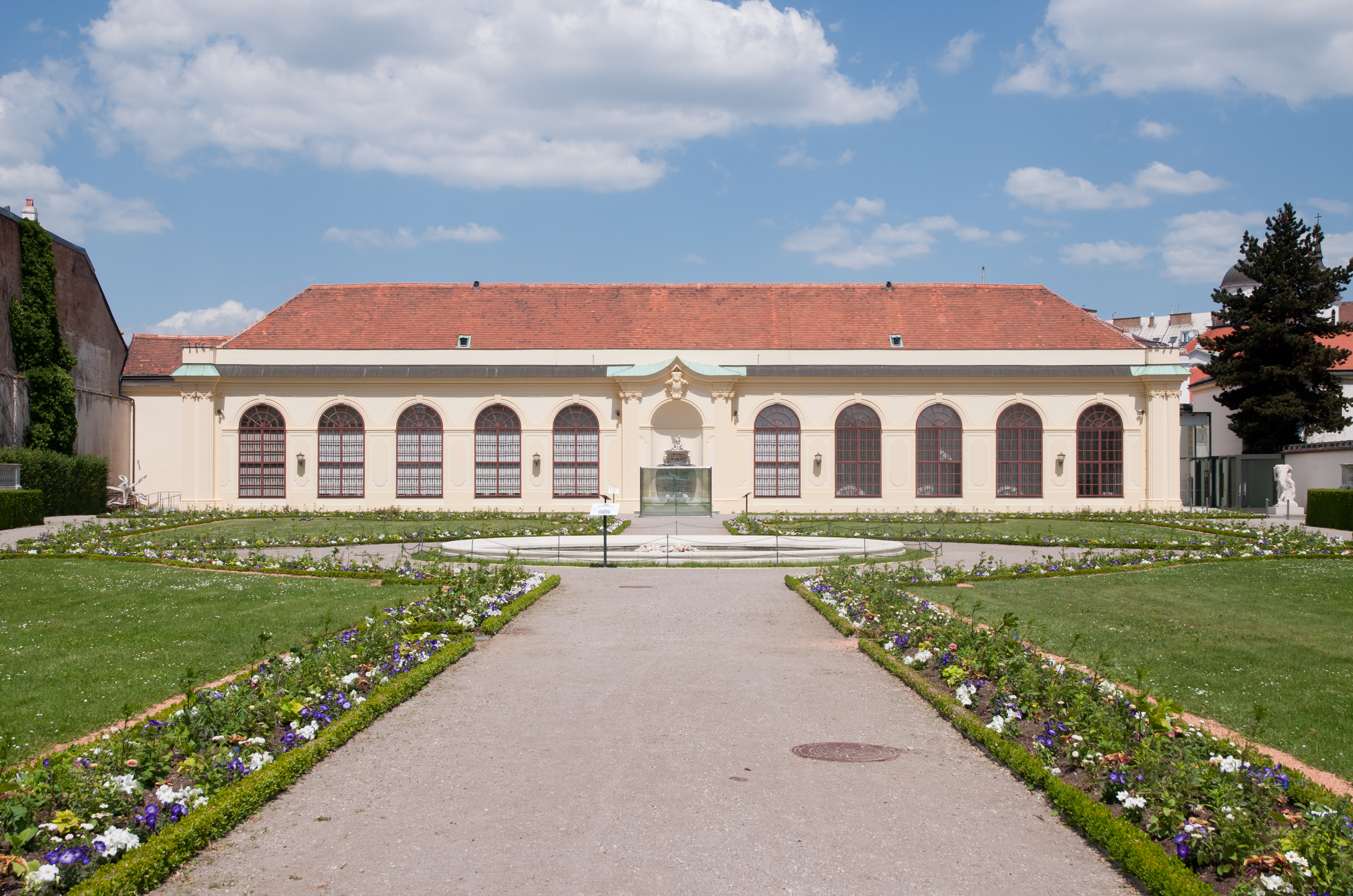
La tarongera del Belvedere baix
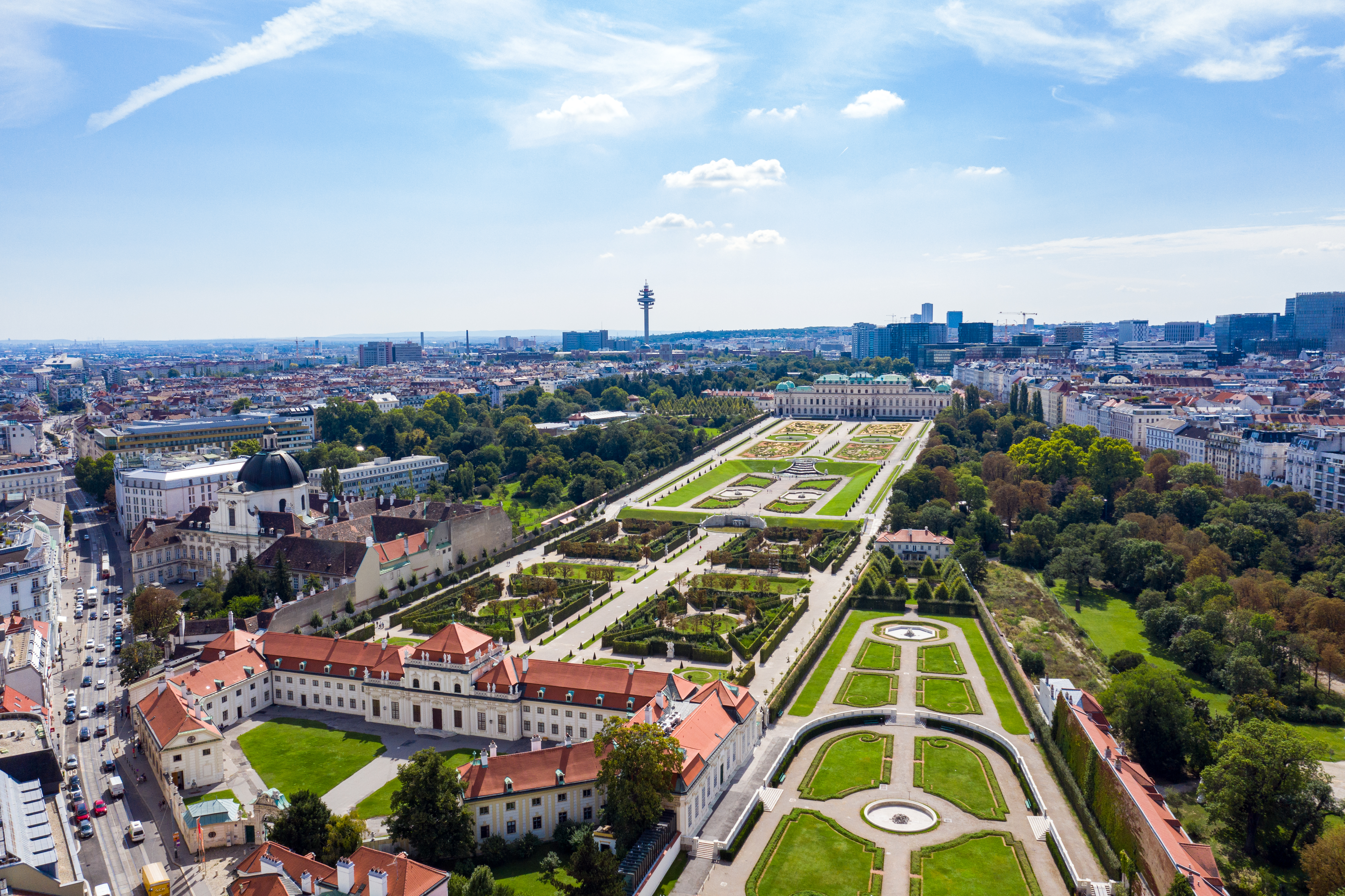
Vista aèria
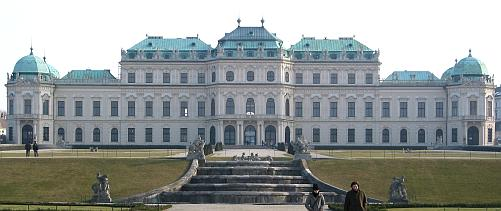
Belvedere alt
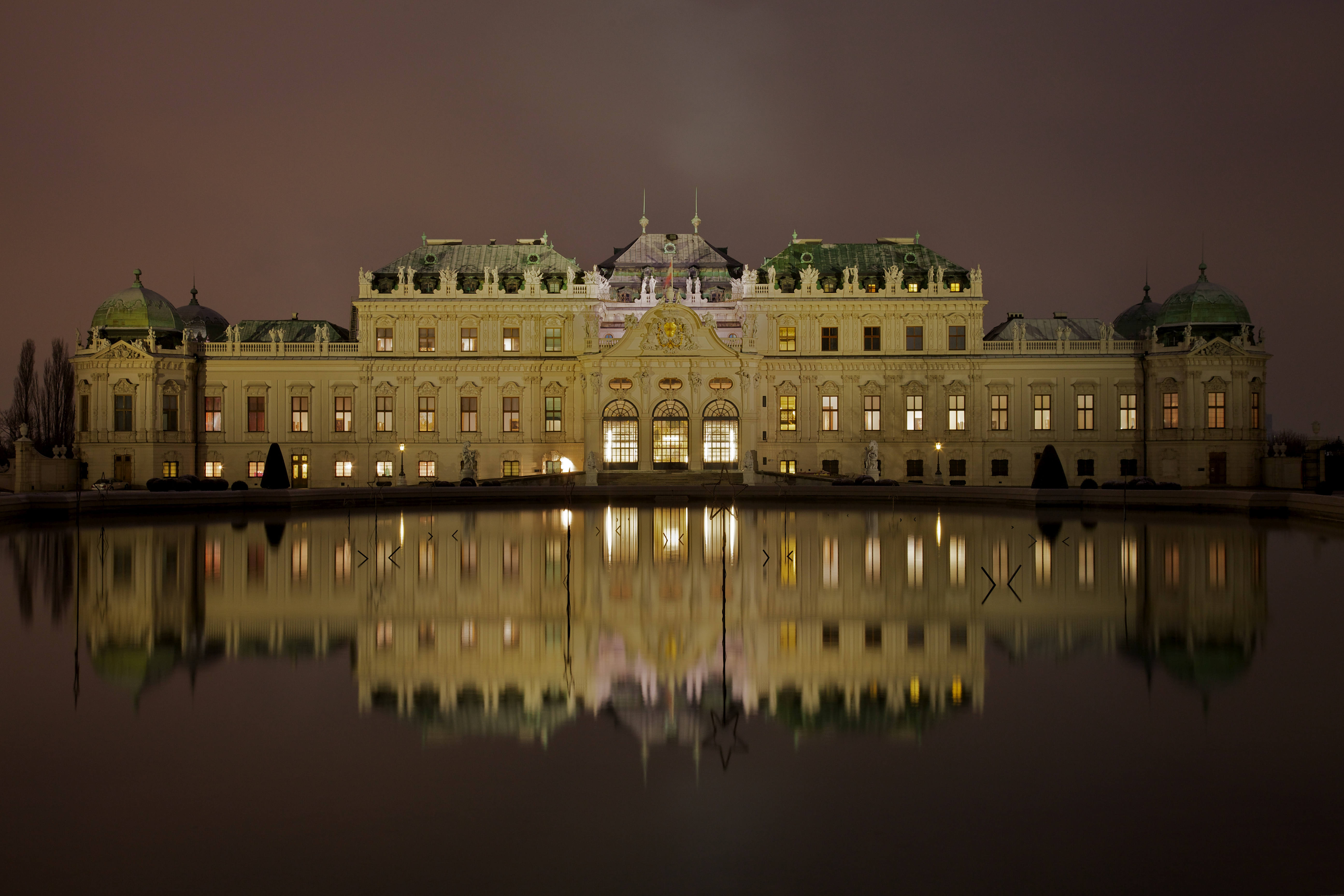
Vista nocturna del Belvedere alt